# Torquigener pallimaculatus
Torquigener pallimaculatus is een straalvinnige vissensoort uit de familie van kogelvissen (Tetraodontidae). De wetenschappelijke naam van de soort is voor het eerst geldig gepubliceerd in 1983 door Hardy.